# Ángel Estrada
Ángel Tadeo Estrada Meza (Hermosillo, 20 gennaio 2003) è un calciatore messicano, centrocampista del León.

## Carriera
Ha iniziato a giocare a calcio con i Cimarrones, con cui ha debuttato il 28 ottobre 2020 nell'incontro Liga de Expansión MX (seconda divisione messicana) vinto 2-0 contro il Tepatitlán. Acquistato dal Pachuca (club di prima divisione) nell’estate del 2021, ha percorso la trafila dalle formazioni Under-20 e Under-23 fino ad esordire in prima squadra il 21 aprile 2024 nella vittoria per 2-0 in campionato contro il Santos Laguna.
Il 14 giugno seguente è stato acquistato a titolo definitivo dal León, altro club della prima divisione messicana, in cui è poi rimasto anche nella stagione 2025-2026.

## Statistiche

### Presenze e reti nei club
Statistiche aggiornate al 10 agosto 2025.
| Stagione        | Squadra         | Campionato      | Campionato | Campionato | Coppe nazionali | Coppe nazionali | Coppe nazionali | Coppe continentali | Coppe continentali | Coppe continentali | Altre coppe | Altre coppe | Altre coppe | Totale | Totale | Totale |
| Stagione        | Squadra         | Comp            | Pres       | Reti       | Comp            | Pres            | Reti            | Comp               | Pres               | Reti               | Comp        | Pres        | Reti        | Pres   | Reti   |        |
| --------------- | --------------- | --------------- | ---------- | ---------- | --------------- | --------------- | --------------- | ------------------ | ------------------ | ------------------ | ----------- | ----------- | ----------- | ------ | ------ | ------ |
| 2020-2021       | Cimarrones      | EMX             | 7          | 0          | -               | -               | -               | -                  | -                  | -                  | -           | -           | -           | 7      | 0      |        |
| 2023-2024       | Pachuca         | LMX             | 1          | 0          | -               | -               | -               | CCC                | 0                  | 0                  | LC          | 0           | 0           | 1      | 0      |        |
| 2024-2025       | León            | LMX             | 23         | 2          | -               | -               | -               | -                  | -                  | -                  | LC          | 0           | 0           | 23     | 2      |        |
| 2025-2026       | León            | LMX             | 3          | 0          | -               | -               | -               | -                  | -                  | -                  | LC          | 2           | 0           | 5      | 0      |        |
| Totale León     | Totale León     | Totale León     | 26         | 2          |                 | -               | -               |                    | -                  | -                  |             | 2           | 0           | 28     | 2      |        |
| Totale carriera | Totale carriera | Totale carriera | 34         | 2          |                 | -               | -               |                    | 0                  | 0                  |             | 2           | 0           | 36     | 2      |        |

## Palmarès

### Club

#### Competizioni internazionali
- CONCACAF Champions' Cup: 1

Pachuca: 2024